# Robbie Keane
Robert 'Robbie' David Keane (Dublin, 8 juli 1980) is een Iers voormalig voetballer die in de aanval speelde. Hij kwam van maart 1998 tot en met augustus 2016 uit voor het Iers voetbalelftal, waarvoor hij 146 wedstrijden speelde en 68 keer scoorde. Hij speelde in juni 2013 zijn 126e duel en werd daarmee nationaal recordinternational. Na zijn spelerscarrière werd hij trainer.

## Clubcarrière
Keane speelde zijn eerste profwedstrijd in 1997, voor Wolverhampton Wanderers. Na hier twee jaar te hebben gespeeld, verhuisde hij in 1999 naar Coventry City, dat hem na één seizoen verkocht aan Internazionale. De Italiaanse club verhuurde hem in 2000 aan Leeds United, dat hem in het seizoen erna definitief overnam.
In 2002 deed Leeds Keane over aan Tottenham Hotspur om het gat in de financiële huishouding te dichten. Op White Hart Lane behoorde hij zes seizoenen tot de vaste waardes. In het seizoen 2008/09 begon hij bij Liverpool, maar een half jaar later keerde hij terug naar Tottenham. Na de komst van Eiður Guðjohnsen raakte hij hier begin 2010 uit de gratie en werd hij voor een half jaar verhuurd aan Celtic. In de transferperiode tijdens de winter van 2011 verruilde Keane Tottenham Hotspur op huurbasis voor West Ham United.
Op 15 augustus 2011 werd duidelijk dat Los Angeles Galaxy zich had versterkt met Keane. De Ierse aanvaller kwam over van Tottenham Hotspur en tekende voor twee seizoenen bij de club. De spits maakte tijdens zijn debuut, op aangeven van David Beckham, een van de twee doelpunten tegen de San Jose Earthquakes: 2–0. Aan het begin van het MLS seizoen in 2013 werd Keane door trainer Bruce Arena tot aanvoerder benoemd. Hij nam de aanvoerdersband over van Landon Donovan. Keane werd in december 2014 verkozen tot 'Meest Waardevolle Speler' van de Amerikaanse Major League Soccer.

## Clubstatistieken
| Seizoen         | Club                    |                           | Competitie          | Competitie | Competitie | Beker | Beker | Internationaal | Internationaal | Totaal | Totaal |
| Seizoen         | Club                    | Wed.                      | Competitie          | Dlp.       | Wed.       | Dlp.  | Wed.  | Dlp.           | Wed.           | Dlp.   |        |
| --------------- | ----------------------- | ------------------------- | ------------------- | ---------- | ---------- | ----- | ----- | -------------- | -------------- | ------ | ------ |
| 1997/98         | Wolverhampton Wanderers | Vlag van Engeland         | First Division      | 38         | 11         | 7     | 0     | –              | –              | 45     | 11     |
| 1998/99         | Wolverhampton Wanderers | Vlag van Engeland         | First Division      | 33         | 11         | 6     | 5     | –              | –              | 39     | 16     |
| 1999/00         | Wolverhampton Wanderers | Vlag van Engeland         | First Division      | 2          | 2          | 1     | 0     | –              | –              | 3      | 2      |
| Club totaal     | Club totaal             | Club totaal               | Club totaal         | 73         | 24         | 14    | 5     | 0              | 0              | 87     | 29     |
| 1999/00         | Coventry City           | Vlag van Engeland         | Premier League      | 31         | 12         | 3     | 0     | –              | –              | 34     | 12     |
| Club totaal     | Club totaal             | Club totaal               | Club totaal         | 31         | 12         | 3     | 0     | 0              | 0              | 34     | 12     |
| 2000/01         | Internazionale          | Vlag van Italië           | Serie A             | 6          | 0          | 4     | 2     | 4              | 1              | 14     | 3      |
| Club totaal     | Club totaal             | Club totaal               | Club totaal         | 6          | 0          | 4     | 2     | 4              | 1              | 14     | 3      |
| 2000/01         | Leeds United (huur)     | Vlag van Engeland         | Premier League      | 18         | 9          | 2     | 0     | –              | –              | 20     | 9      |
| 2001/02         | Leeds United            | Vlag van Engeland         | Premier League      | 25         | 3          | 2     | 3     | 6              | 3              | 33     | 9      |
| 2002/03         | Leeds United            | Vlag van Engeland         | Premier League      | 3          | 1          | 0     | 0     | –              | –              | 3      | 1      |
| Club totaal     | Club totaal             | Club totaal               | Club totaal         | 46         | 13         | 4     | 3     | 6              | 3              | 56     | 19     |
| 2002/03         | Tottenham Hotspur       | Vlag van Engeland         | Premier League      | 29         | 13         | 3     | 0     | –              | –              | 32     | 13     |
| 2003/04         | Tottenham Hotspur       | Vlag van Engeland         | Premier League      | 34         | 14         | 7     | 2     | –              | –              | 41     | 16     |
| 2004/05         | Tottenham Hotspur       | Vlag van Engeland         | Premier League      | 35         | 11         | 10    | 6     | –              | –              | 45     | 17     |
| 2005/06         | Tottenham Hotspur       | Vlag van Engeland         | Premier League      | 36         | 16         | 2     | 0     | –              | –              | 38     | 16     |
| 2006/07         | Tottenham Hotspur       | Vlag van Engeland         | Premier League      | 27         | 11         | 8     | 6     | 9              | 5              | 44     | 22     |
| 2007/08         | Tottenham Hotspur       | Vlag van Engeland         | Premier League      | 36         | 15         | 8     | 4     | 10             | 4              | 54     | 23     |
| Club totaal     | Club totaal             | Club totaal               | Club totaal         | 197        | 80         | 38    | 18    | 19             | 9              | 254    | 107    |
| 2008/09         | Liverpool               | Vlag van Engeland         | Premier League      | 19         | 5          | 2     | 0     | 7              | 2              | 28     | 7      |
| Club totaal     | Club totaal             | Club totaal               | Club totaal         | 19         | 5          | 2     | 0     | 7              | 2              | 28     | 7      |
| 2008/09         | Tottenham Hotspur       | Vlag van Engeland         | Premier League      | 14         | 5          | 0     | 0     | 0              | 0              | 14     | 5      |
| 2009/10         | Tottenham Hotspur       | Vlag van Engeland         | Premier League      | 20         | 6          | 5     | 3     | –              | –              | 25     | 9      |
| Club totaal     | Club totaal             | Club totaal               | Club totaal         | 34         | 11         | 5     | 3     | 0              | 0              | 39     | 14     |
| 2010            | Celtic (huur)           | Vlag van Schotland        | Premier League      | 16         | 12         | 3     | 4     | –              | –              | 19     | 16     |
| Club totaal     | Club totaal             | Club totaal               | Club totaal         | 16         | 12         | 3     | 4     | 0              | 0              | 19     | 16     |
| 2010/11         | Tottenham Hotspur       | Vlag van Engeland         | Premier League      | 7          | 0          | 1     | 1     | 2              | 0              | 10     | 1      |
| Club totaal     | Club totaal             | Club totaal               | Club totaal         | 7          | 0          | 1     | 1     | 2              | 0              | 10     | 1      |
| 2010/11         | West Ham United (huur)  | Vlag van Engeland         | Premier League      | 9          | 2          | 1     | 0     | –              | –              | 10     | 2      |
| Club totaal     | Club totaal             | Club totaal               | Club totaal         | 9          | 2          | 1     | 0     | 0              | 0              | 10     | 2      |
| 2011            | Los Angeles Galaxy      | Vlag van Verenigde Staten | Major League Soccer | 4          | 2          | 0     | 0     | 5              | 2              | 9      | 4      |
| Club totaal     | Club totaal             | Club totaal               | Club totaal         | 4          | 2          | 0     | 0     | 5              | 2              | 9      | 4      |
| 2011/12         | Aston Villa (huur)      | Vlag van Engeland         | Premier League      | 6          | 3          | 1     | 0     | 0              | 0              | 7      | 3      |
| Club totaal     | Club totaal             | Club totaal               | Club totaal         | 6          | 3          | 1     | 0     | 0              | 0              | 7      | 3      |
| 2012            | Los Angeles Galaxy      | Vlag van Verenigde Staten | Major League Soccer | 34         | 22         | 0     | 0     | 5              | 2              | 39     | 24     |
| 2013            | Los Angeles Galaxy      | Vlag van Verenigde Staten | Major League Soccer | 25         | 16         | 0     | 0     | 3              | 4              | 28     | 20     |
| 2014            | Los Angeles Galaxy      | Vlag van Verenigde Staten | Major League Soccer | 34         | 21         | 1     | 0     | 0              | 0              | 35     | 21     |
| 2015            | Los Angeles Galaxy      | Vlag van Verenigde Staten | Major League Soccer | 25         | 20         | 2     | 3     | 1              | 2              | 28     | 25     |
| Club totaal     | Club totaal             | Club totaal               | Club totaal         | 118        | 79         | 3     | 3     | 9              | 8              | 130    | 90     |
| Carrière totaal | Carrière totaal         | Carrière totaal           | Carrière totaal     | 566        | 243        | 79    | 39    | 46             | 25             | 691    | 307    |

Bijgewerkt op 15 februari 2016.

## Interlandcarrière
Keane debuteerde op 25 maart 1998 in het Iers voetbalelftal in een vriendschappelijke wedstrijd in en tegen Tsjechië, die met 2–1 werd verloren door de Ieren. In dezelfde wedstrijd maakten Graham Kavanagh (Stoke City), Alan Maybury (Leeds United), Rory Delap (Derby County) en Damien Duff (Blackburn Rovers) voor het eerst hun opwachting in de nationale ploeg. Met 17 jaar, 8 maanden en 17 dagen was Keane op dat moment de op een na jongste speler ooit die zijn debuut maakte voor de Ieren. Jimmy Holmes was 17 jaar, 6 maanden en 19 dagen, toen hij op 30 mei 1971 voor het eerst de kleuren van zijn vaderland verdedigde.
In 2004 ging Keane Niall Quinn voorbij als Iers topscorer aller tijden. Op 11 augustus 2010 speelde hij (vriendschappelijk) tegen Argentinië zijn honderdste interland. Hij nam met Ierland deel aan het Europees kampioenschap voetbal 2012 in Polen en Oekraïne, waar de ploeg van bondscoach Giovanni Trapattoni werd uitgeschakeld in de groepsronde na nederlagen tegen achtereenvolgens Kroatië (3–1), Spanje (4–0) en Italië (2–0).
Keane speelde in juni 2013 zijn 126e interland. Daarmee werd hij nationaal recordinternational. In die wedstrijd maakte hij zijn 57ste doelpunt voor zijn land.
Keane maakte op zaterdag 11 oktober 2014 in achttien minuten een hattrick tegen Gibraltar (7–0). Daarmee verbrak hij het record voor snelste hattrick ooit in een EK-kwalificatiewedstrijd. Dat stond daarvoor op naam van Marco van Basten, die in 1990 drie keer scoorde in 23 minuten tegen Malta. Keanes derde doelpunt tegen Gibraltar was ook zijn 21ste in een EK-kwalificatiewedstrijd, waarmee hij ook een nieuw record neerzette. Met Ierland nam hij in juni 2016 deel aan het Europees kampioenschap voetbal 2016 in Frankrijk. Ierland werd in de achtste finale uitgeschakeld door gastland Frankrijk na twee doelpunten van Antoine Griezmann.

### Overzicht als interlandspeler
| Interlands van Robbie Keane voor Ierland | Interlands van Robbie Keane voor Ierland | Interlands van Robbie Keane voor Ierland | Interlands van Robbie Keane voor Ierland | Interlands van Robbie Keane voor Ierland | Interlands van Robbie Keane voor Ierland |                                        |
| №                                        | Datum                                    | Wedstrijd                                | Uitslag                                  | Competitie                               | Goals                                    |                                        |
| Als speler bij Wolverhampton Wanderers   | Als speler bij Wolverhampton Wanderers   | Als speler bij Wolverhampton Wanderers   | Als speler bij Wolverhampton Wanderers   | Als speler bij Wolverhampton Wanderers   | Als speler bij Wolverhampton Wanderers   | Als speler bij Wolverhampton Wanderers |
| ---------------------------------------- | ---------------------------------------- | ---------------------------------------- | ---------------------------------------- | ---------------------------------------- | ---------------------------------------- | -------------------------------------- |
| 1.                                       | 25 maart 1998                            | Tsjechië – Ierland                       | 2 – 1                                    | Vriendschappelijk                        |                                          |                                        |
| 2.                                       | 22 april 1998                            | Ierland – Argentinië                     | 0 – 2                                    | Vriendschappelijk                        |                                          |                                        |
| 3.                                       | 23 mei 1998                              | Ierland – Mexico                         | 0 – 0                                    | Vriendschappelijk                        |                                          |                                        |
| 4.                                       | 5 september 1998                         | Ierland – Kroatië                        | 2 – 0                                    | Kwalificatie EK 2000                     |                                          |                                        |
| 5.                                       | 14 oktober 1998                          | Ierland – Malta                          | 5 – 0                                    | Kwalificatie EK 2000                     | 17' 19'                                  |                                        |
| 6.                                       | 10 februari 1999                         | Ierland – Paraguay                       | 2 – 0                                    | Vriendschappelijk                        |                                          |                                        |
| 7.                                       | 28 april 1999                            | Ierland – Zweden                         | 2 – 0                                    | Vriendschappelijk                        |                                          |                                        |
| 8.                                       | 29 mei 1999                              | Ierland – Noord-Ierland                  | 0 – 1                                    | Vriendschappelijk                        |                                          |                                        |
| 9.                                       | 9 juni 1999                              | Ierland – Macedonië                      | 1 – 0                                    | Kwalificatie EK 2000                     |                                          |                                        |
| Als speler bij Coventry City             |                                          |                                          |                                          |                                          |                                          |                                        |
| 10.                                      | 1 september 1999                         | Ierland – Joegoslavië                    | 2 – 1                                    | Kwalificatie EK 2000                     | 54'                                      |                                        |
| 11.                                      | 8 september 1999                         | Malta – Ierland                          | 2 – 3                                    | Kwalificatie EK 2000                     | 13'                                      |                                        |
| 12.                                      | 9 oktober 1999                           | Macedonië – Ierland                      | 1 – 1                                    | Kwalificatie EK 2000                     |                                          |                                        |
| 13.                                      | 13 november 1999                         | Ierland – Turkije                        | 1 – 1                                    | Kwalificatie EK 2000                     | 79'                                      |                                        |
| 14.                                      | 23 februari 2000                         | Ierland – Tsjechië                       | 3 – 2                                    | Vriendschappelijk                        | 87'                                      |                                        |
| 15.                                      | 26 april 2000                            | Ierland – Griekenland                    | 0 – 1                                    | Vriendschappelijk                        |                                          |                                        |
| 16.                                      | 30 mei 2000                              | Ierland – Schotland                      | 1 – 2                                    | Vriendschappelijk                        |                                          |                                        |
| 17.                                      | 4 juni 2000                              | Mexico – Ierland                         | 2 – 2                                    | U.S. Cup 2000                            |                                          |                                        |
| 18.                                      | 11 juni 2000                             | Zuid-Afrika – Ierland                    | 1 – 2                                    | U.S. Cup 2000                            |                                          |                                        |
| Als speler bij Internazionale            |                                          |                                          |                                          |                                          |                                          |                                        |
| 19.                                      | 2 september 2000                         | Nederland – Ierland                      | 2 – 2                                    | Kwalificatie WK 2002                     | 21'                                      |                                        |
| 20.                                      | 7 oktober 2000                           | Portugal – Ierland                       | 1 – 1                                    | Kwalificatie WK 2002                     |                                          |                                        |
| 21.                                      | 11 oktober 2000                          | Ierland – Estland                        | 2 – 0                                    | Kwalificatie WK 2002                     |                                          |                                        |
| 22.                                      | 15 november 2000                         | Ierland – Finland                        | 3 – 0                                    | Vriendschappelijk                        |                                          |                                        |
| Als speler bij Leeds United              |                                          |                                          |                                          |                                          |                                          |                                        |
| 23.                                      | 24 maart 2001                            | Cyprus – Ierland                         | 4 – 0                                    | Kwalificatie WK 2002                     |                                          |                                        |
| 24.                                      | 28 maart 2001                            | Andorra – Ierland                        | 0 – 3                                    | Kwalificatie WK 2002                     |                                          |                                        |
| 25.                                      | 2 juni 2001                              | Ierland – Portugal                       | 1 – 1                                    | Kwalificatie WK 2002                     |                                          |                                        |
| 26.                                      | 15 augustus 2001                         | Ierland – Kroatië                        | 2 – 2                                    | Vriendschappelijk                        |                                          |                                        |
| 27.                                      | 1 september 2001                         | Ierland – Nederland                      | 1 – 0                                    | Kwalificatie WK 2002                     |                                          |                                        |
| 28.                                      | 10 november 2001                         | Ierland – Iran                           | 2 – 0                                    | Kwalificatie WK 2002                     | 49'                                      |                                        |
| 29.                                      | 15 november 2001                         | Iran – Ierland                           | 1 – 0                                    | Kwalificatie WK 2002                     |                                          |                                        |
| 30.                                      | 13 februari 2002                         | Ierland – Rusland                        | 2 – 0                                    | Vriendschappelijk                        | 20'                                      |                                        |
| 31.                                      | 27 maart 2002                            | Ierland – Denemarken                     | 3 – 0                                    | Vriendschappelijk                        | 54'                                      |                                        |
| 32.                                      | 17 april 2002                            | Ierland – Verenigde Staten               | 2 – 1                                    | Vriendschappelijk                        |                                          |                                        |
| 33.                                      | 16 mei 2002                              | Ierland – Nigeria                        | 1 – 2                                    | Vriendschappelijk                        |                                          |                                        |
| 34.                                      | 1 juni 2002                              | Kameroen – Ierland                       | 1 – 1                                    | WK 2002                                  |                                          |                                        |
| 35.                                      | 5 juni 2002                              | Duitsland – Ierland                      | 1 – 1                                    | WK 2002                                  | 90+1'                                    |                                        |
| 36.                                      | 11 juni 2002                             | Saoedi-Arabië – Ierland                  | 0 – 3                                    | WK 2002                                  | 7'                                       |                                        |
| 37.                                      | 16 juni 2002                             | Ierland – Spanje                         | 1 – 1                                    | WK 2002                                  | 90' (pen.)                               |                                        |
| 38.                                      | 21 augustus 2002                         | Finland – Ierland                        | 0 – 3                                    | Vriendschappelijk                        | 12'                                      |                                        |
| Als speler bij Tottenham Hotspur         |                                          |                                          |                                          |                                          |                                          |                                        |
| 39.                                      | 7 september 2002                         | Rusland – Ierland                        | 4 – 2                                    | Kwalificatie EK 2004                     |                                          |                                        |
| 40.                                      | 16 oktober 2002                          | Ierland – Zwitserland                    | 1 – 2                                    | Kwalificatie EK 2004                     |                                          |                                        |
| 41.                                      | 2 april 2003                             | Albanië – Ierland                        | 0 – 0                                    | Kwalificatie EK 2004                     |                                          |                                        |
| 42.                                      | 30 april 2003                            | Ierland – Noorwegen                      | 1 – 0                                    | Kwalificatie EK 2004                     |                                          |                                        |
| 43.                                      | 7 juni 2003                              | Ierland – Albanië                        | 2 – 1                                    | Kwalificatie EK 2004                     | 6'                                       |                                        |
| 44.                                      | 11 juni 2003                             | Ierland – Georgië                        | 2 – 0                                    | Kwalificatie EK 2004                     | 58'                                      |                                        |
| 45.                                      | 19 augustus 2003                         | Ierland – Australië                      | 2 – 1                                    | Vriendschappelijk                        |                                          |                                        |
| 46.                                      | 11 oktober 2003                          | Zwitserland – Ierland                    | 2 – 0                                    | Kwalificatie EK 2004                     |                                          |                                        |
| 47.                                      | 18 november 2003                         | Ierland – Canada                         | 3 – 0                                    | Vriendschappelijk                        | 60' 84'                                  |                                        |
| 48.                                      | 18 februari 2004                         | Ierland – Brazilië                       | 0 – 0                                    | Vriendschappelijk                        |                                          |                                        |
| 49.                                      | 31 maart 2004                            | Ierland – Tsjechië                       | 2 – 1                                    | Vriendschappelijk                        | 90'                                      |                                        |
| 50.                                      | 27 mei 2004                              | Ierland – Roemenië                       | 1 – 0                                    | Vriendschappelijk                        |                                          |                                        |
| 51.                                      | 29 mei 2004                              | Ierland – Nigeria                        | 0 – 3                                    | Unity Cup 2004                           |                                          |                                        |
| 52.                                      | 5 juni 2004                              | Nederland – Ierland                      | 0 – 1                                    | Vriendschappelijk                        | 45'                                      |                                        |
| 53.                                      | 4 september 2004                         | Ierland – Cyprus                         | 3 – 0                                    | Kwalificatie WK 2006                     | 55' (pen.)                               |                                        |
| 54.                                      | 8 september 2004                         | Zwitserland – Ierland                    | 1 – 1                                    | Kwalificatie WK 2006                     |                                          |                                        |
| 55.                                      | 9 oktober 2004                           | Frankrijk – Ierland                      | 0 – 0                                    | Kwalificatie WK 2006                     |                                          |                                        |
| 56.                                      | 13 oktober 2004                          | Ierland – Faeröer                        | 2 – 0                                    | Kwalificatie WK 2006                     | 14' (pen.) 32'                           |                                        |
| 57.                                      | 16 november 2004                         | Ierland – Kroatië                        | 1 – 0                                    | Vriendschappelijk                        | 24'                                      |                                        |
| 58.                                      | 9 februari 2005                          | Ierland – Portugal                       | 1 – 0                                    | Vriendschappelijk                        |                                          |                                        |
| 59.                                      | 26 maart 2005                            | Israël – Ierland                         | 1 – 1                                    | Kwalificatie WK 2006                     |                                          |                                        |
| 60.                                      | 29 maart 2005                            | Ierland – China                          | 1 – 0                                    | Vriendschappelijk                        |                                          |                                        |
| 61.                                      | 4 juni 2005                              | Ierland – Israël                         | 2 – 2                                    | Kwalificatie WK 2006                     | 11'                                      |                                        |
| 62.                                      | 7 september 2005                         | Ierland – Frankrijk                      | 0 – 1                                    | Kwalificatie WK 2006                     |                                          |                                        |
| 63.                                      | 8 oktober 2005                           | Cyprus – Ierland                         | 0 – 1                                    | Kwalificatie WK 2006                     |                                          |                                        |
| 64.                                      | 12 oktober 2005                          | Ierland – Zwitserland                    | 0 – 0                                    | Kwalificatie WK 2006                     |                                          |                                        |
| 65.                                      | 1 maart 2006                             | Ierland – Zweden                         | 3 – 0                                    | Vriendschappelijk                        | 48'                                      |                                        |
| 66.                                      | 24 mei 2006                              | Ierland – Chili                          | 0 – 1                                    | Vriendschappelijk                        |                                          |                                        |
| 67.                                      | 2 september 2006                         | Duitsland – Ierland                      | 1 – 0                                    | Kwalificatie EK 2008                     |                                          |                                        |
| 68.                                      | 7 oktober 2006                           | Cyprus – Ierland                         | 5 – 2                                    | Kwalificatie EK 2008                     |                                          |                                        |
| 69.                                      | 11 oktober 2006                          | Ierland – Tsjechië                       | 1 – 1                                    | Kwalificatie EK 2008                     |                                          |                                        |
| 70.                                      | 15 november 2006                         | Ierland – San Marino                     | 5 – 0                                    | Kwalificatie EK 2008                     |                                          |                                        |
| 71.                                      | 7 februari 2007                          | San Marino – Ierland                     | 1 – 2                                    | Kwalificatie EK 2008                     | 31' 58' (pen.) 85'                       |                                        |
| 72.                                      | 24 maart 2007                            | Ierland – Wales                          | 1 – 0                                    | Kwalificatie EK 2008                     |                                          |                                        |
| 73.                                      | 22 augustus 2007                         | Denemarken – Ierland                     | 0 – 4                                    | Kwalificatie EK 2008                     | 29' 40'                                  |                                        |
| 74.                                      | 8 september 2007                         | Slowakije – Ierland                      | 2 – 2                                    | Kwalificatie EK 2008                     |                                          |                                        |
| 75.                                      | 12 september 2007                        | Tsjechië – Ierland                       | 1 – 0                                    | Kwalificatie EK 2008                     |                                          |                                        |
| 76.                                      | 13 oktober 2007                          | Ierland – Duitsland                      | 0 – 0                                    | Kwalificatie EK 2008                     |                                          |                                        |
| 77.                                      | 17 oktober 2007                          | Ierland – Cyprus                         | 1 – 1                                    | Kwalificatie EK 2008                     |                                          |                                        |
| 78.                                      | 17 november 2007                         | Wales – Ierland                          | 2 – 2                                    | Kwalificatie EK 2008                     | 31'                                      |                                        |
| 79.                                      | 6 februari 2008                          | Ierland – Brazilië                       | 0 – 1                                    | Vriendschappelijk                        |                                          |                                        |
| 80.                                      | 24 mei 2008                              | Ierland – Servië                         | 1 – 1                                    | Vriendschappelijk                        |                                          |                                        |
| 81.                                      | 29 mei 2008                              | Ierland – Colombia                       | 1 – 0                                    | Vriendschappelijk                        | 3'                                       |                                        |
| Als speler bij Liverpool                 |                                          |                                          |                                          |                                          |                                          |                                        |
| 82.                                      | 20 augustus 2008                         | Noorwegen – Ierland                      | 1 – 1                                    | Vriendschappelijk                        | 44'                                      |                                        |
| 83.                                      | 6 september 2008                         | Georgië – Ierland                        | 1 – 2                                    | Kwalificatie WK 2010                     |                                          |                                        |
| 84.                                      | 10 september 2008                        | Montenegro – Ierland                     | 0 – 0                                    | Kwalificatie WK 2010                     |                                          |                                        |
| 85.                                      | 15 oktober 2008                          | Ierland – Cyprus                         | 1 – 0                                    | Kwalificatie WK 2010                     | 5'                                       |                                        |
| Als speler bij Tottenham Hotspur         |                                          |                                          |                                          |                                          |                                          |                                        |
| 86.                                      | 11 februari 2009                         | Ierland – Georgië                        | 2 – 1                                    | Kwalificatie WK 2010                     | 73' (pen.) 78'                           |                                        |
| 87.                                      | 28 maart 2009                            | Ierland – Bulgarije                      | 1 – 1                                    | Kwalificatie WK 2010                     |                                          |                                        |
| 88.                                      | 1 april 2009                             | Italië – Ierland                         | 1 – 1                                    | Kwalificatie WK 2010                     | 88'                                      |                                        |
| 89.                                      | 29 mei 2009                              | Nigeria – Ierland                        | 1 – 1                                    | Vriendschappelijk                        | 38'                                      |                                        |
| 90.                                      | 6 juni 2009                              | Bulgarije – Ierland                      | 1 – 1                                    | Kwalificatie WK 2010                     |                                          |                                        |
| 91.                                      | 12 augustus 2009                         | Ierland – Australië                      | 0 – 3                                    | Vriendschappelijk                        |                                          |                                        |
| 92.                                      | 5 september 2009                         | Cyprus – Ierland                         | 1 – 2                                    | Kwalificatie WK 2010                     | 83'                                      |                                        |
| 93.                                      | 10 oktober 2009                          | Ierland – Italië                         | 2 – 2                                    | Kwalificatie WK 2010                     |                                          |                                        |
| 94.                                      | 14 oktober 2009                          | Ierland – Montenegro                     | 0 – 0                                    | Kwalificatie WK 2010                     |                                          |                                        |
| 95.                                      | 14 november 2009                         | Ierland – Frankrijk                      | 0 – 1                                    | Kwalificatie WK 2010                     |                                          |                                        |
| 96.                                      | 18 november 2009                         | Frankrijk – Ierland                      | 1 – 1                                    | Kwalificatie WK 2010                     | 33'                                      |                                        |
| Als speler bij Celtic                    |                                          |                                          |                                          |                                          |                                          |                                        |
| 97.                                      | 2 maart 2010                             | Ierland – Brazilië                       | 0 – 2                                    | Vriendschappelijk                        |                                          |                                        |
| 98.                                      | 25 mei 2010                              | Ierland – Paraguay                       | 2 – 1                                    | Vriendschappelijk                        |                                          |                                        |
| 99.                                      | 28 mei 2010                              | Ierland – Algerije                       | 3 – 0                                    | Vriendschappelijk                        | 52' 85' (pen.)                           |                                        |
| Als speler bij Tottenham Hotspur         |                                          |                                          |                                          |                                          |                                          |                                        |
| 100.                                     | 11 augustus 2010                         | Ierland – Argentinië                     | 0 – 1                                    | Vriendschappelijk                        |                                          |                                        |
| 101.                                     | 3 september 2010                         | Armenië – Ierland                        | 0 – 1                                    | Kwalificatie EK 2012                     |                                          |                                        |
| 102.                                     | 7 september 2010                         | Ierland – Andorra                        | 3 – 1                                    | Kwalificatie EK 2012                     | 54'                                      |                                        |
| 103.                                     | 8 oktober 2010                           | Ierland – Rusland                        | 2 – 3                                    | Kwalificatie EK 2012                     | 72' (pen.)                               |                                        |
| 104.                                     | 12 oktober 2010                          | Slowakije – Ierland                      | 1 – 1                                    | Kwalificatie EK 2012                     |                                          |                                        |
| Als speler bij West Ham United           |                                          |                                          |                                          |                                          |                                          |                                        |
| 105.                                     | 26 maart 2011                            | Ierland – Macedonië                      | 2 – 1                                    | Kwalificatie EK 2012                     | 21'                                      |                                        |
| 106.                                     | 24 mei 2011                              | Ierland – Noord-Ierland                  | 5 – 0                                    | Carling Nations Cup                      | 37' 54' (pen.)                           |                                        |
| 107.                                     | 29 mei 2011                              | Ierland – Schotland                      | 1 – 0                                    | Carling Nations Cup                      | 24'                                      |                                        |
| 108.                                     | 4 juni 2011                              | Macedonië – Ierland                      | 0 – 2                                    | Kwalificatie EK 2012                     | 8' 37'                                   |                                        |
| 109.                                     | 10 augustus 2011                         | Ierland – Kroatië                        | 0 – 0                                    | Vriendschappelijk                        |                                          |                                        |
| Als speler bij Los Angeles Galaxy        |                                          |                                          |                                          |                                          |                                          |                                        |
| 110.                                     | 2 september 2011                         | Ierland – Slowakije                      | 0 – 0                                    | Kwalificatie EK 2012                     |                                          |                                        |
| 111.                                     | 6 september 2011                         | Rusland – Ierland                        | 0 – 0                                    | Kwalificatie EK 2012                     |                                          |                                        |
| 112.                                     | 7 oktober 2011                           | Andorra – Ierland                        | 0 – 2                                    | Kwalificatie EK 2012                     |                                          |                                        |
| 113.                                     | 11 november 2011                         | Estland – Ierland                        | 0 – 4                                    | Kwalificatie EK 2012                     | 71' 88' (pen.)                           |                                        |
| 114.                                     | 15 november 2011                         | Ierland – Estland                        | 1 – 1                                    | Kwalificatie EK 2012                     |                                          |                                        |
| 115.                                     | 29 februari 2012                         | Ierland – Tsjechië                       | 1 – 1                                    | Vriendschappelijk                        |                                          |                                        |
| 116.                                     | 26 mei 2012                              | Ierland – Bosnië en Herzegovina          | 1 – 0                                    | Vriendschappelijk                        |                                          |                                        |
| 117.                                     | 4 juni 2012                              | Hongarije – Ierland                      | 0 – 0                                    | Vriendschappelijk                        |                                          |                                        |
| 118.                                     | 10 juni 2012                             | Kroatië – Ierland                        | 3 – 1                                    | EK 2012                                  |                                          |                                        |
| 119.                                     | 14 juni 2012                             | Ierland – Spanje                         | 0 – 4                                    | EK 2012                                  |                                          |                                        |
| 120.                                     | 18 juni 2012                             | Italië – Ierland                         | 2 – 0                                    | EK 2012                                  |                                          |                                        |
| 121.                                     | 7 september 2012                         | Kazachstan – Ierland                     | 1 – 2                                    | Kwalificatie WK 2014                     | 89' (pen.)                               |                                        |
| 122.                                     | 16 oktober 2012                          | Faeröer – Ierland                        | 1 – 4                                    | Kwalificatie WK 2014                     |                                          |                                        |
| 123.                                     | 22 maart 2013                            | Zweden – Ierland                         | 0 – 0                                    | Kwalificatie WK 2014                     |                                          |                                        |
| 124.                                     | 29 mei 2013                              | Engeland – Ierland                       | 1 – 1                                    | Vriendschappelijk                        |                                          |                                        |
| 125.                                     | 2 juni 2013                              | Ierland – Georgië                        | 4 – 0                                    | Vriendschappelijk                        | 77' 87'                                  |                                        |
| 126.                                     | 7 juni 2013                              | Ierland – Faeröer                        | 3 – 0                                    | Kwalificatie WK 2014                     | 5' 56' 81'                               |                                        |
| 127.                                     | 11 juni 2013                             | Spanje – Ierland                         | 2 – 0                                    | Vriendschappelijk                        |                                          |                                        |
| 128.                                     | 6 september 2013                         | Ierland – Zweden                         | 1 – 2                                    | Kwalificatie WK 2014                     | 21'                                      |                                        |
| 129.                                     | 10 september 2013                        | Oostenrijk – Ierland                     | 1 – 0                                    | Kwalificatie WK 2014                     |                                          |                                        |
| 130.                                     | 15 oktober 2013                          | Ierland – Kazachstan                     | 3 – 1                                    | Kwalificatie WK 2014                     | 17' (pen.)                               |                                        |
| 131.                                     | 15 november 2013                         | Ierland – Letland                        | 3 – 0                                    | Vriendschappelijk                        | 22'                                      |                                        |
| 132.                                     | 6 juni 2014                              | Costa Rica – Ierland                     | 1 – 1                                    | Vriendschappelijk                        |                                          |                                        |
| 133.                                     | 10 juni 2014                             | Ierland – Portugal                       | 1 – 5                                    | Vriendschappelijk                        |                                          |                                        |
| 134.                                     | 3 september 2014                         | Ierland – Oman                           | 2 – 0                                    | Vriendschappelijk                        |                                          |                                        |
| 135.                                     | 7 september 2014                         | Georgië – Ierland                        | 1 – 2                                    | Kwalificatie EK 2016                     |                                          |                                        |
| 136.                                     | 11 oktober 2014                          | Ierland – Gibraltar                      | 7 – 0                                    | Kwalificatie EK 2016                     | 6' 14' 18' (pen.)                        |                                        |
| 137.                                     | 14 oktober 2014                          | Duitsland – Ierland                      | 1 – 1                                    | Kwalificatie EK 2016                     |                                          |                                        |
| 138.                                     | 14 november 2014                         | Schotland – Ierland                      | 1 – 0                                    | Kwalificatie EK 2016                     |                                          |                                        |
| 139.                                     | 29 maart 2015                            | Ierland – Polen                          | 1 – 1                                    | Kwalificatie EK 2016                     |                                          |                                        |
| 140.                                     | 13 juni 2015                             | Ierland – Schotland                      | 1 – 1                                    | Kwalificatie EK 2016                     |                                          |                                        |
| 141.                                     | 4 september 2015                         | Gibraltar – Ierland                      | 0 – 4                                    | Kwalificatie EK 2016                     | 49' 51' (pen.)                           |                                        |
| 142.                                     | 7 september 2015                         | Ierland – Georgië                        | 1 – 0                                    | Kwalificatie EK 2016                     |                                          |                                        |
| 143.                                     | 11 oktober 2015                          | Polen – Ierland                          | 2 – 1                                    | Kwalificatie EK 2016                     |                                          |                                        |
| 144.                                     | 13 juni 2016                             | Ierland – Zweden                         | 1 – 1                                    | EK 2016                                  |                                          |                                        |
| 145.                                     | 18 juni 2016                             | België – Ierland                         | 3 – 0                                    | EK 2016                                  |                                          |                                        |
| 146.                                     | 31 augustus 2016                         | Ierland – Oman                           | 4 – 0                                    | Vriendschappelijk                        | 30'                                      |                                        |

## Erelijst
Als speler
| Competitie                     |                   |                   |                   |                   |
| Competitie                     | Aantal            | Jaren             |                   |                   |
| Tottenham Hotspur              | Tottenham Hotspur | Tottenham Hotspur | Tottenham Hotspur | Tottenham Hotspur |
| ------------------------------ | ----------------- | ----------------- | ----------------- | ----------------- |
| Football League Cup            | 1x                | 2007/08           |                   |                   |
| LA Galaxy                      |                   |                   |                   |                   |
| MLS Cup                        | 3x                | 2011, 2012, 2014  |                   |                   |
| MLS Supporters' Shield         | 1x                | 2011              |                   |                   |
| Western Conference (play-offs) | 3x                | 2011, 2012, 2014  |                   |                   |
| Western Conference             | 1x                | 2011              |                   |                   |

| Competitie                              | Winnaar | Winnaar | Runner-up | Runner-up | Derde   | Derde   |
| Competitie                              | Aantal  | Jaren   | Aantal    | Jaren     | Aantal  | Jaren   |
| Ierland                                 | Ierland | Ierland | Ierland   | Ierland   | Ierland | Ierland |
| --------------------------------------- | ------- | ------- | --------- | --------- | ------- | ------- |
| Nations Cup                             | 1x      | 2011    |           |           |         |         |
| Ierland onder 18                        |         |         |           |           |         |         |
| Europees kampioenschap voetbal onder 18 | 1x      | 1998    |           |           |         |         |